# Pierre-Jean Gambu
Pierre-Jean Gambu (Paris, vers 1749 - Paris, 17 juin 1814) est un danseur et maître de ballet français.
Danseur « surnuméraire » à la Comédie-Française de 1764 à 1766, puis à l'Opéra de 1767 à 1769, Gambu danse ensuite à Lille, puis à Montpellier en 1777. Il est engagé au Théâtre de la Monnaie de Bruxelles en 1779 comme maître de ballet et premier danseur sérieux et demi-caractère. L'année suivante, il cède son emploi de maître de ballet à Laurent, pour le retrouver en 1781 et le reperdre deux ans plus tard, au profit de Hamoir.
Pensionnaire du Théâtre de la Monnaie dès 1784, Gambu enseigne la danse aux enfants qui se produisent au Théâtre du Parc sous la direction d'Alexandre et Herman Bultos.
Retourné à Paris en 1789, Gambu n'est engagé à l'Opéra que comme danseur surnuméraire, durant deux saisons. Il semble ensuite avoir dansé à Rouen en 1798-1799 sous la direction de Jean-Baptiste Hus.